# Heteropoda strasseni
Heteropoda strasseni este o specie de păianjeni din genul Heteropoda, familia Sparassidae, descrisă de Strand, 1915. Conform Catalogue of Life specia Heteropoda strasseni nu are subspecii cunoscute.